# Les Deux Menhirs
Les Deux Menhirs sont un groupe de deux menhirs situés sur la commune de Plougonven, dans le département du Finistère en France.

## Historique
Certains auteurs de la fin du XIXe siècle et au début du XXe siècle mentionnent trois menhirs sur le site mais seuls deux sont encore dressés. Un troisième bloc visible un peu plus à l'ouest des deux menhirs semble avoir été déplacé et pourrait correspondre à ce troisième menhir. 

## Description
Le menhir occidental mesure 5,20 m de hauteur pour une circonférence de 4,75 m. Sa forme est celle d'une aiguille pointue. Il comporte deux faces d'arrachement. Le second menhir est situé à un peu plus de 50 m à l'est. Il mesure 3,30 m de hauteur pour une circonférence de 5,80 m. Les deux menhirs, ainsi que le troisième bloc visible plus à l'ouest, sont en granite porphyroïde alors que le substrat rocheux local est en schiste ce qui suppose un déplacement d'un peu plus de 200 m depuis les affleurements situés au nord du site.